# Frédéric Gounongbe
Frédéric Vinami Henri Gounongbe (Bruxelles, 1º maggio 1988) è un ex calciatore belga naturalizzato beninese, di ruolo attaccante.

## Caratteristiche tecniche
È un centravanti.

## Carriera

### Nazionale
Con la nazionale beninese ha collezionato 7 presenze segnando 3 reti.